# Apostolische Präfektur Yangzhou
Die Apostolische Präfektur Yangzhou (lat.: Apostolica Praefectura Yangchovensis) ist eine in der Volksrepublik China gelegene römisch-katholische Apostolische Präfektur mit Sitz in Yangzhou.

## Geschichte
Die Apostolische Präfektur Yangzhou wurde am 9. Juni 1949 durch Papst Pius XII. aus Gebietsabtretungen des Bistums Shanghai errichtet.

## Apostolische Präfekten von Yangzhou
- Eugene Fahy SJ, 1951–1983
- Sedisvakanz, seit 1983